# サンタフリク
サンタフリク （Saint-Affrique、オック語およびルエルガ語:Sant Africa）は、フランス、オクシタニー地域圏、アヴェロン県のコミューン。

## 地理
コミューンは、県および中央高地の南に位置する。コミューン内を、ソルグ川とその支流が交差し、7つの山と峰を刻んできた。川には5本の橋が架かっている。

## 由来
サンタフリクとは、6世紀のカトリックのコマンジュ司教アフリカヌス（Affricanus）に由来する。

## 歴史

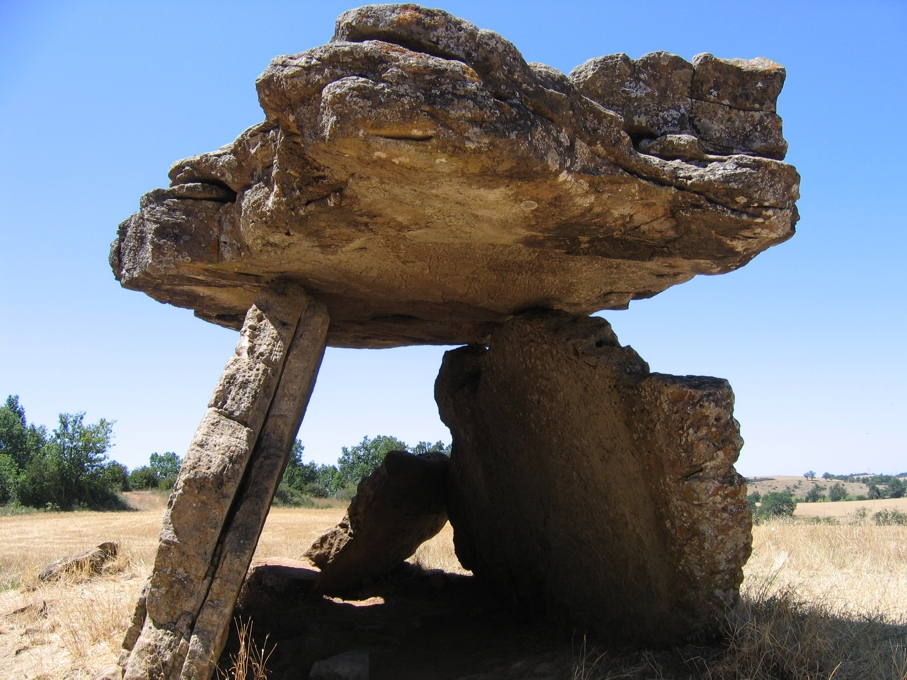
ティエルグのドルメン

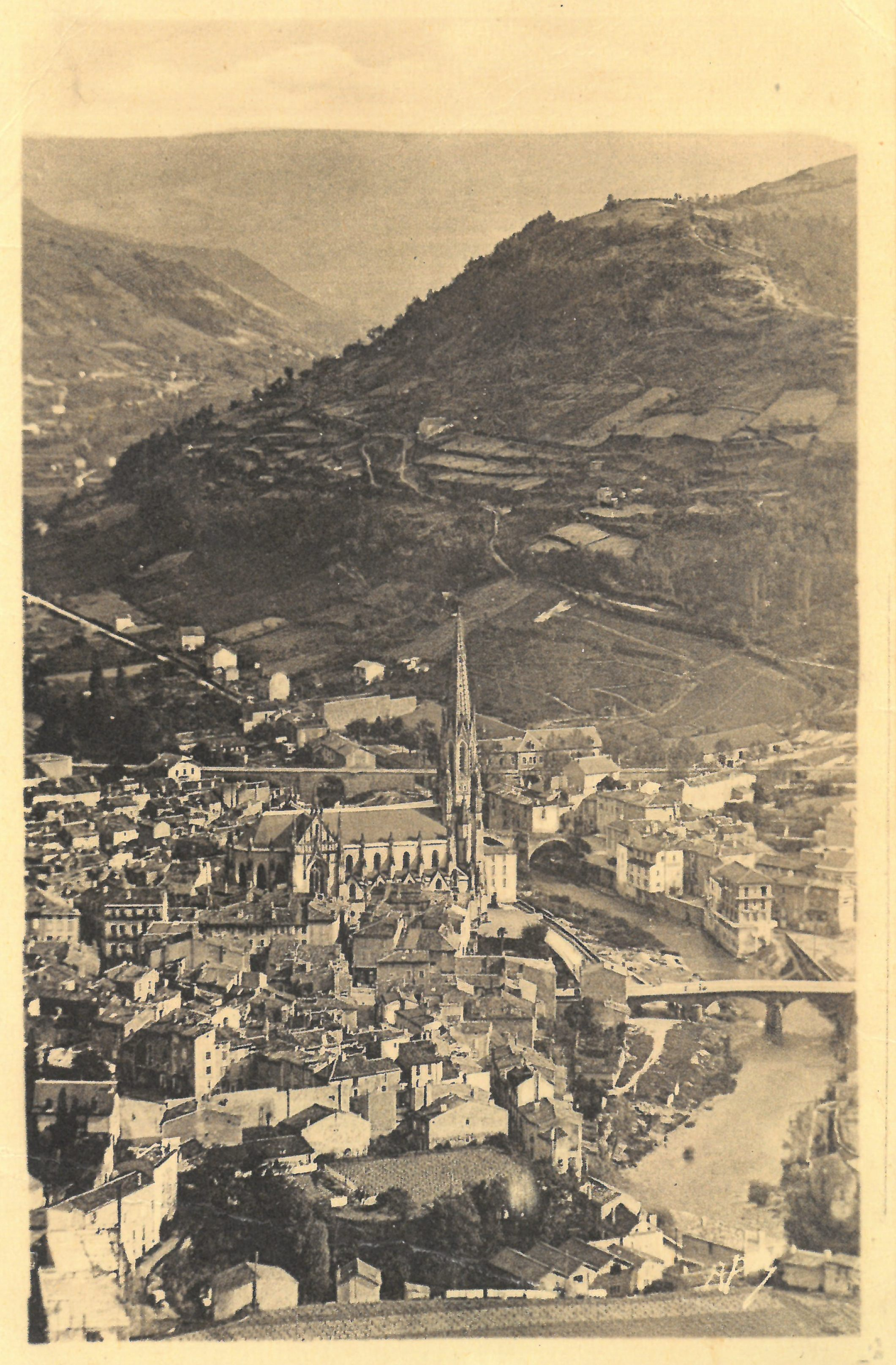
20世紀初頭のサンタフリク

- クラスーやブサック、ティエルグのドルメンがあることから、コミューンには新石器時代から人が定住したことがわかっている。
- 領域でほぼ継続的に人が定住した証拠として、新石器時代から5、6世紀までの陶器の破片が様々な場所で見つかっている。
- 地元の伝承として、470年頃、コマンジュ司教アフリカヌスは、アリウス派を信仰する西ゴート族に迫害を受け、Vicaria Curiensisに避難したのだが、その地がサンタフリクと呼ばれるようになった。
- 実際、ヴァブル修道院の特許状台帳のいくつかの憲章は868年からVicaria Curiensisについて言及しているが、その正確な位置は歴史家の間で物議をかもしており、一部は隣接するドゥルドゥ川渓谷であるとしている。
- 942年、ヴァブル修道院の特許状台帳において初めてサンタフリクの名前が証明された（charte 47, an 942 : "… Vicaria Sancti Affricani in Valle Sorica…"）。
- 中世の中ごろまで、領土と都市はケリュス家の支配下にあった。ケリュス領主とその城についての最初の言及は、セガン・ド・ケリュス（Seguin de Caylus）という人物が特定される1102年の憲章にさかのぼる。彼の最初の子孫と領地の範囲が特定されるのは1182年の遺言書である[2]。サンタフリク周辺には、ロシェ・ド・ケリュスというケリュス城跡を含む4つの城がかつてあったが、今ではわずかにしか残っていない。
- 1270年頃、ポン・ヴュー（古い橋）建設
- 1349年、ヴィグリー（fr、中世の行政裁判所）が置かれた。
- 14世紀には、城壁のおかげで、町はイングランド軍の攻撃を退けた。
- 1572年9月14日、聖バルテルミの虐殺の翌日、パリで発生した虐殺を知らされたサンタフリク住民は暴力を拒否し、カトリックおよびユグノー両派閥が結んだ寛容の都市協定に調印した。
- 1628年、リシュリューの政策に反対し、人口の多数を占める新教徒住民たちは城壁を使ってコンデ公およびエペルノン公（fr）が率いる王軍に抵抗した。
- 1629年のラ・ロシェル降伏およびアレスの和約の後、都市の防衛機能をすべて除去することになった。リシュリューの命令により、1632年から1655年にかけて、城壁が破壊された。
- フランス革命の間、コミューンはモンターニュ・シュル・ソルグ（Montagne-sur-Sorgue）と改名した。1795年12月22日のデクレは先の名称を削除し、サンタフリクの名をコミューンに戻した。
- 1806年、プロテスタントの教会が新たに建設された
- 1854年、コレラの流行で町は荒廃した。住宅のファサードに置かれた、現在も目にすることのできる『誓願の聖母』像は、当時、篤い信仰をもつ住民を保護してくれた聖母に感謝を示すため人々が残したものである。

## 経済
中世以来、本質的に農村地域の中心であり、隣接するコミューンの中心の町（ville）であったため、市場とフェアは過去から生き残った、アヴェロン南部の重要な商業の町である。19世紀を通じて、繊維産業が産業活動を支配してきた。20世紀、特にロックフォールチーズを中心とした農産物製造、続いて観光業が繊維産業にとってかわった。農業に関連した経済活動とは別に、唯一注目すべき産業は、カードおよび電子システム製造のSEFEE（fr）である。

## 人口統計
2016年時点のコミューン人口は8145人で、2011年時点の人口より1.38%減少した。
| 1962年 | 1968年 | 1975年 | 1982年 | 1990年 | 1999年 | 2006年 | 2016年 |
| ------ | ------ | ------ | ------ | ------ | ------ | ------ | ------ |
| 7142   | 7674   | 8223   | 8475   | 7798   | 7507   | 8022   | 8145   |

参照元:1962年から1999年までは複数コミューンに住所登録をする者の重複分を除いたもの。それ以降は当該コミューンの人口統計によるもの。1999年までEHESS/Cassini、2006年以降INSEE

## 史跡
- 教区教会 - 19世紀
- ティエルグのドルメン - 歴史的記念物[7]
- ケリュス城跡
- ポン・ヴュー - 歴史的記念物[8]
- マス・ルジエのシャトー - 歴史的記念物[9]

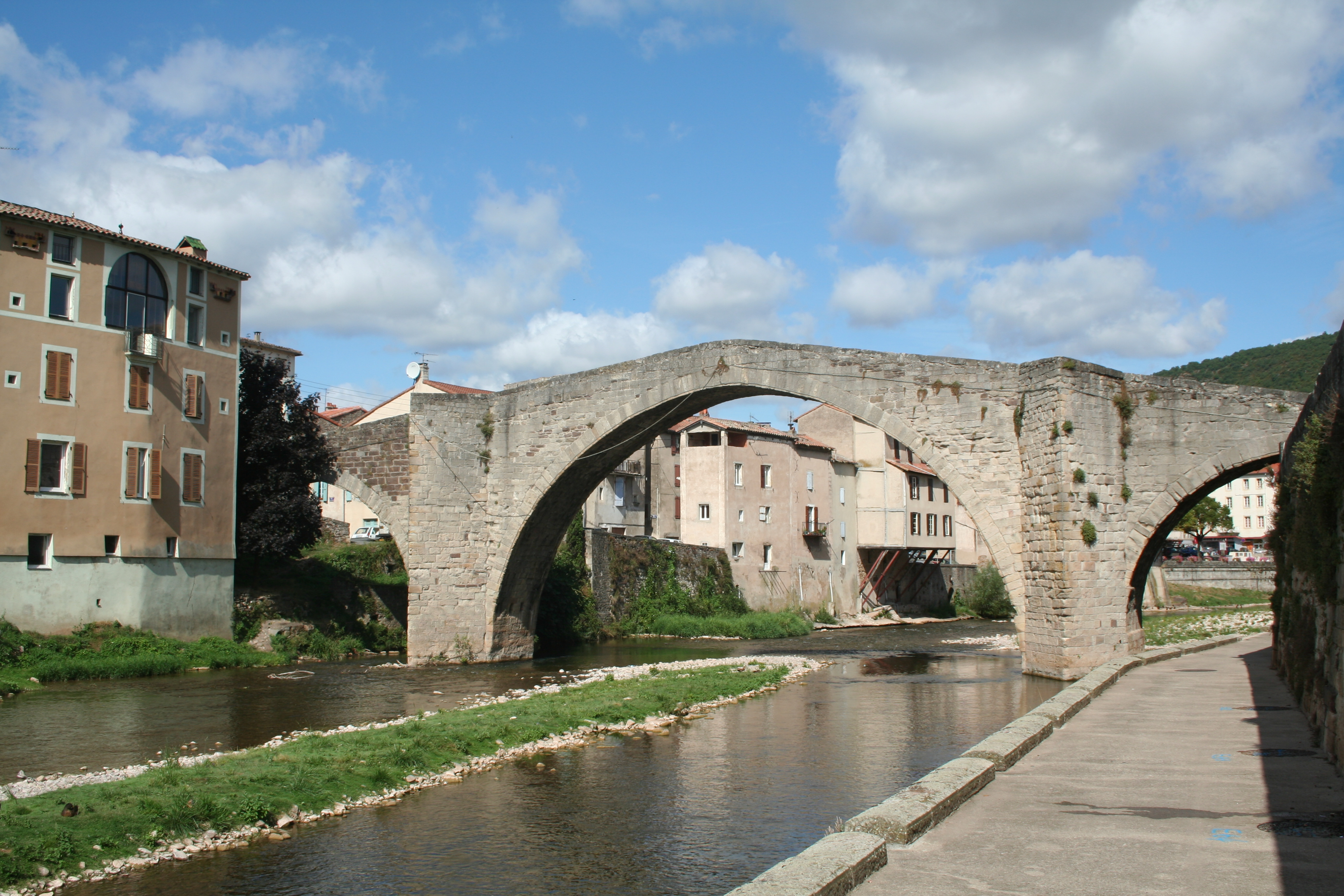
ポン・ヴュー
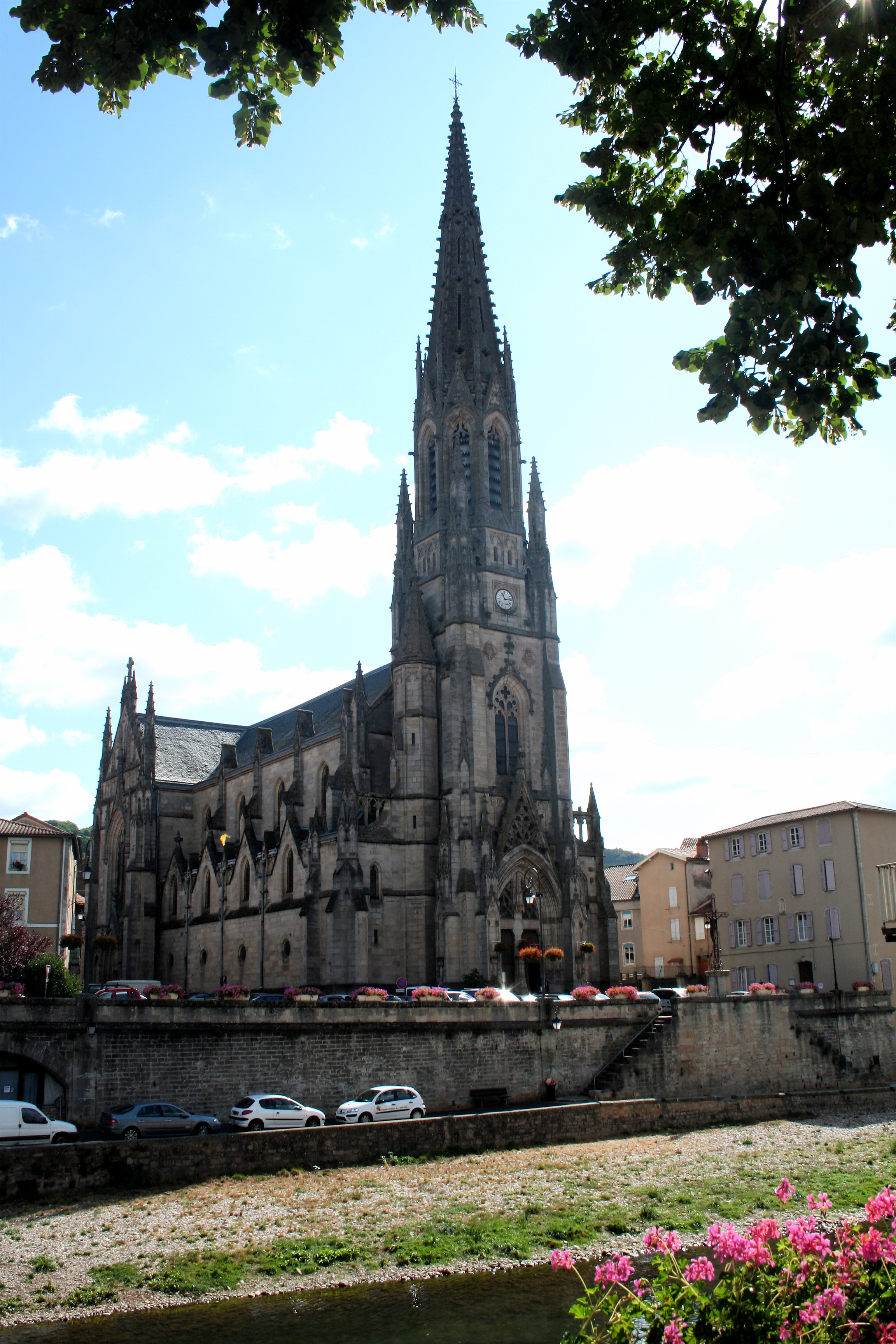
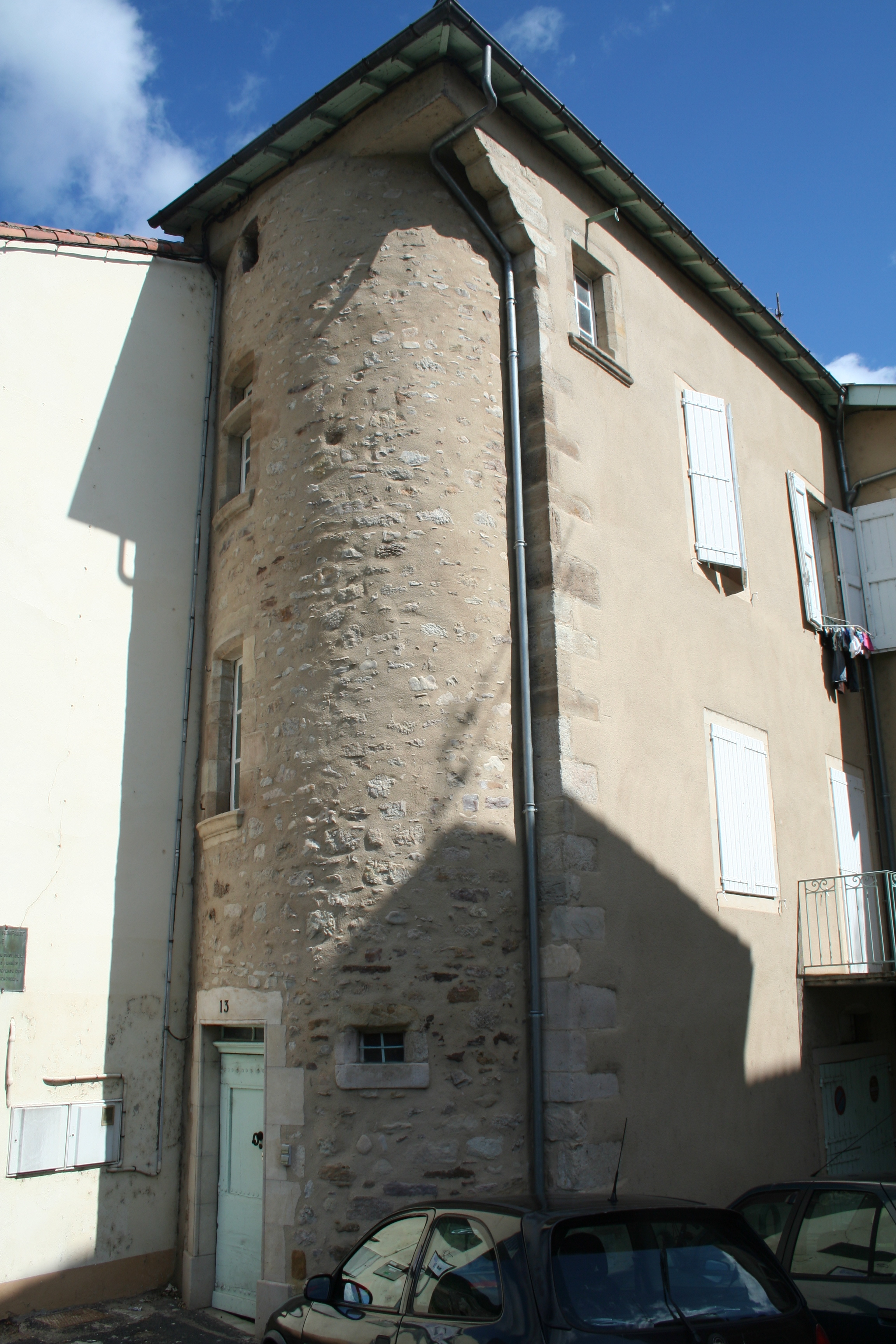
城壁跡
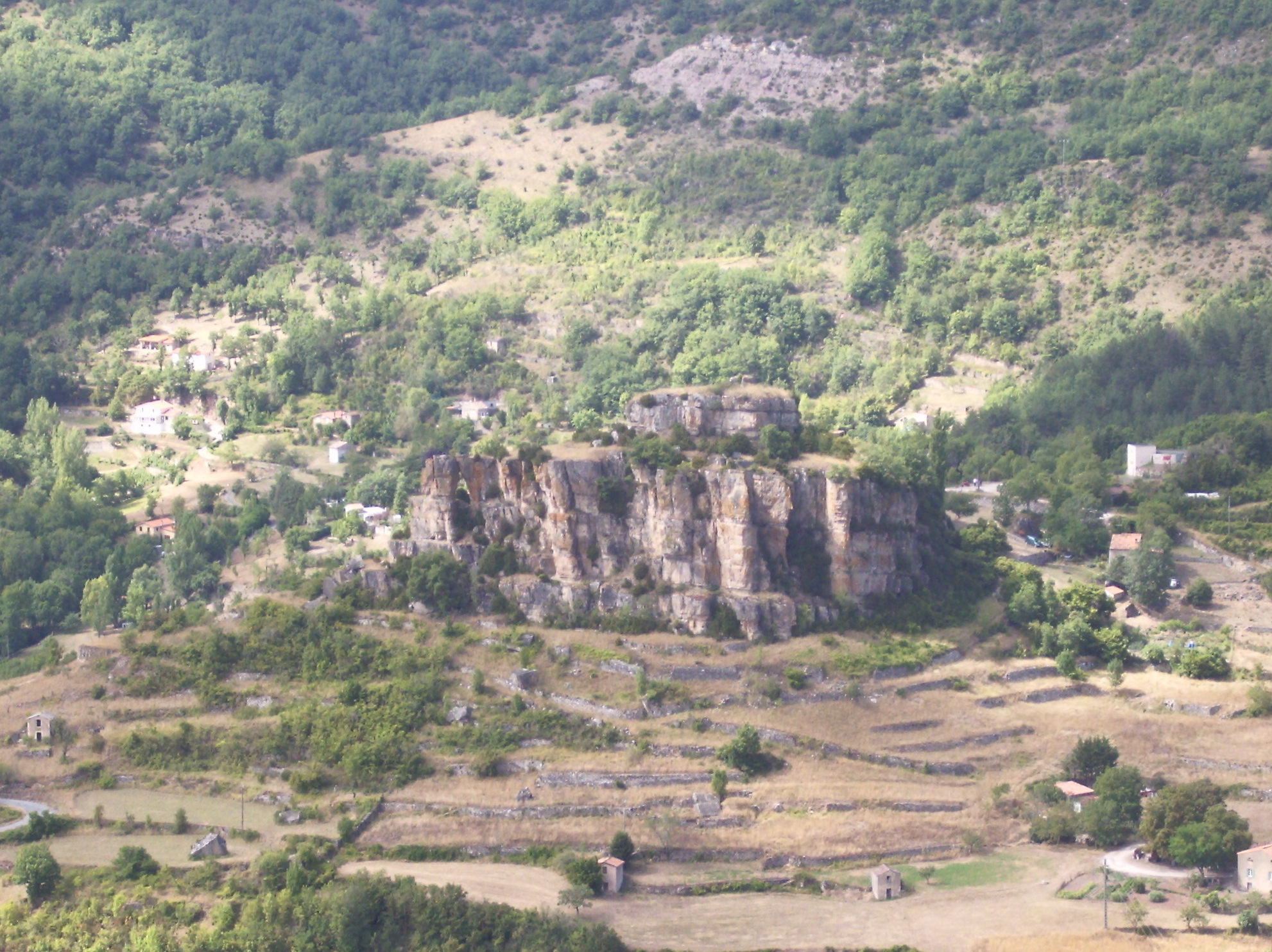
ケリュス城跡
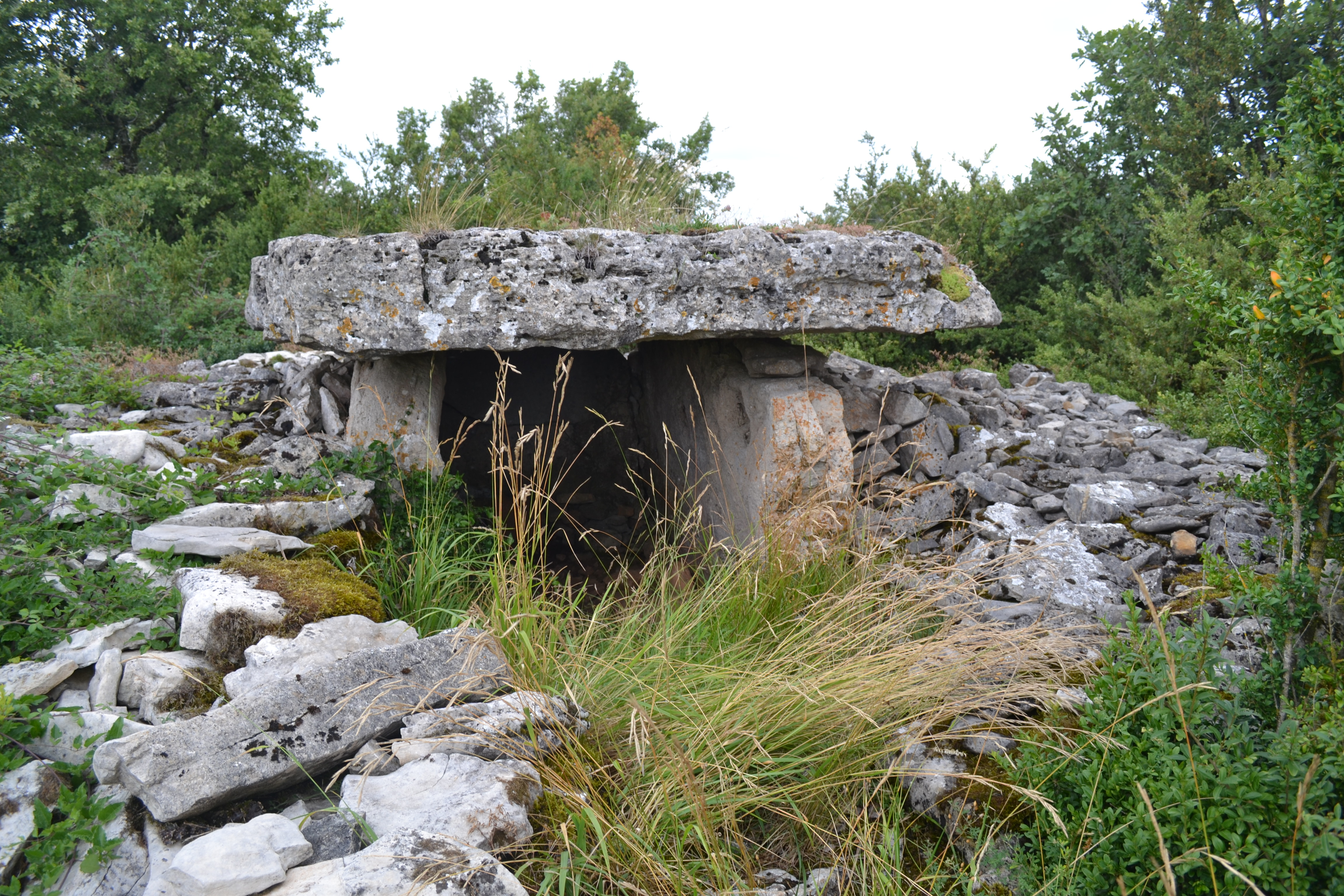
ブサックのドルメン
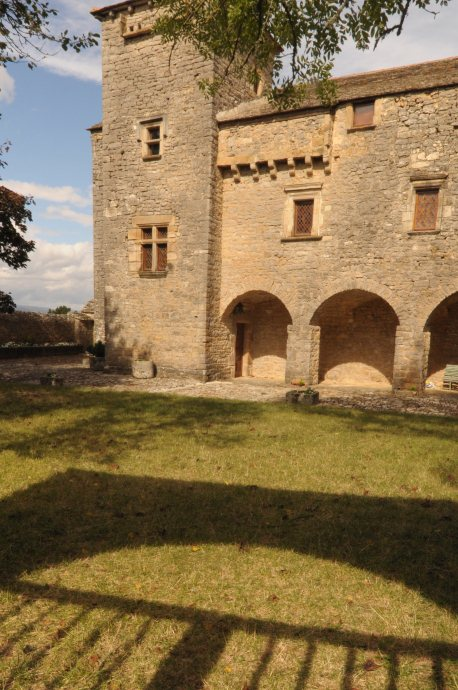
マス・ルジエのシャトー

## 姉妹都市
- アスアガ、スペイン
- ドリフィールド、イギリス

## 出身者
- エミール・ボレル
- ステファン・ディアガナ
- マルク・ヴィダル